# Convolvulus althaeoides
Convolvulus althaeoides es una especie de plantas de la familia de las convolvuláceas.

## Descripción
Es una planta perenne, vellosa, de base leñosa, con tallos delgados y herbáceos, trepadora de hasta un metro de largo. Hojas alternas claramente pecioladas, poliformes, con frecuencia pinnadas, al menos las superiores profundamente lobadas, por la base acorazonadas o lanceoladas, de 2-3 cm de largo y hasta 2,5 cm de ancho. Flores en número de 1-3 auxilares, con pedúnculo de hasta 6 cm de largo, 3 sépalos pubescentes, puntiagudos o romos, hasta 1 cm de largo. Corola anchamente radiada, de 2,5-4 cm de largo y 2-3 cm de ancho, de color rosa-lila. Cápsula sub-esférica glabra, con una semilla comprimida, convexo-cóncava, de forma tetragonal-redondeada, muy arrugada, a ambos lados del tabique mediano; este último con una apertura ovoide central.     ....

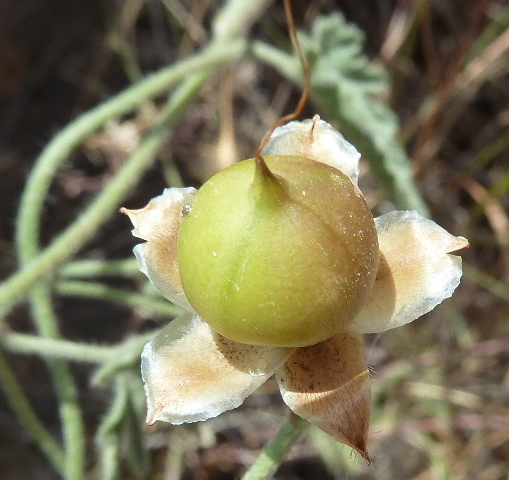
Fruto (cápsula) inmaduro

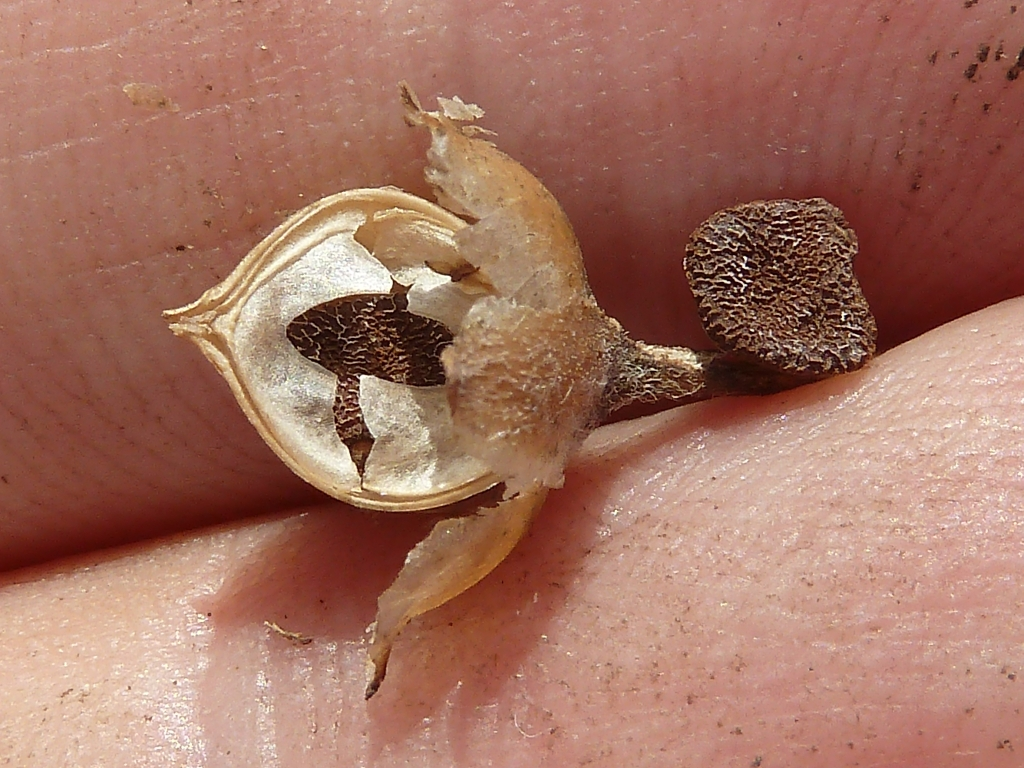
Cápsula madura abierta y semilla

## Distribución
Mediterráneo, en el Mediterráneo oriental aparece con mayor frecuencia Convolvulus althaeoides subsp. tenuissimus. 

## Taxonomía
Convolvulus althaeoides fue descrito por Carlos Linneo  y publicado en Species Plantarum 1: 156. 1753.
Etimología
Convolvulus: nombre genérico que procede del latín convolvere, que significa "enredar".
althaeoides: epíteto latíno que procede de la unión de Althaea y oides, que significa "semejanza", aludiendo en este caso a cierta similitud en las flores de esta especie con las del género Althaea.

## Nombres comunes
- Castellano: campanica, campanilla, campanilla almizclada, campanilla de Alhama, campanilla de Canarias, campanilla-melón, campanilla rosa, campanillas de la Virgen, campanillera, campanita, carrigüela, corregüela, corregüela basta, corregüela grande, corregüela roja, correhuela, corrigüela, corrigüela basta, corrigüela mayor, corrihuela.[3]
- molinera de Canarias[4]